# Huta Kuflewska
Huta Kuflewska – wieś sołecka w Polsce położona w województwie mazowieckim, w powiecie mińskim, w gminie Cegłów. W latach 1975–1998 miejscowość administracyjnie należała do województwa siedleckiego.
| SIMC    | Nazwa          | Rodzaj    |
| ------- | -------------- | --------- |
| 0668979 | Działki        | część wsi |
| 0668985 | Huta nad Szosą | część wsi |
| 0668991 | Podlasie       | część wsi |
| 0669000 | Sachalin       | część wsi |

W Hucie Kuflewskiej były kręcone sceny do serialu Ranczo.
Wierni Kościoła rzymskokatolickiego należą do parafii Świętych Marcina i Mikołaja w Kuflewie.